# الیشا ساکارمونی
الیشا ساکارمونی (به انگلیسی: Alicia Sacramone) ژیمناست زادهٔ ۳ دسامبر ۱۹۸۷ میلادی اهل کشور ایالات متحده آمریکا است.